# Tillandsia juncea
Tillandsia juncea es una especie de planta epífita dentro del género  Tillandsia, perteneciente a la  familia de las bromeliáceas. Es originaria de América.

## Descripción
Son plantas acaulescentes, que alcanzan un tamaño de 20–40 cm de alto. Hojas de 20–35 cm de largo; vainas de 1–1.5 cm de ancho, café pálidas a ferrugíneas, indumento lepidoto denso, adpreso a subpatente; láminas triangulares tornándose involuto-filiformes distalmente, 0.2–0.6 cm de ancho, cinéreo-lepidotas. Escapo 13–30 cm de largo, con brácteas foliáceas imbricadas; inflorescencia simple o digitado compuesta, brácteas primarias generalmente más largas que las espigas inferiores; espigas 2–4 cm de largo, con 3–5 (–10) flores, erectas o ascendentes, complanadas o polísticas en las inflorescencias simples, brácteas florales 1–2.5 cm de largo, más largas que los sépalos, imbricadas, ecarinadas o inconspicuamente carinadas apicalmente, subdensa a densamente cinéreo-lepidotas, coriáceas, flores sésiles o con pedicelos hasta 1 mm de largo; sépalos 1.3–2.5 cm de largo, los 2 posteriores carinados y connados 0.5–1.2 cm de su longitud, libres del sépalo anterior; pétalos morados. Los frutos son cápsulas 2.5–3.5 cm de largo.

## Distribución y hábitat
Es una especie común que se encuentra en bosques perennifolios, a una altitud de 0–1800 (–2400) m; fl ene–abr, fr la mayor parte del año; desde el centro de México al norte de Sudamérica, también en las Antillas.

## Cultivars
- Tillandsia 'But'[8]
- Tillandsia 'Cataco'[8]
- Tillandsia 'Little Star'[8]
- Tillandsia 'Sea Urchin'[8]

## Taxonomía
Tillandsia juncea fue descrita por (Ruiz & Pav.) Poir. y publicado en Encyclopédie Méthodique. Botanique ... Supplément 5(1): 309. 1817.
Etimología
Tillandsia: nombre genérico que fue nombrado por Carlos Linneo en 1738 en honor al médico y botánico finlandés Dr. Elias Tillandz (originalmente Tillander) (1640-1693).
juncea: epíteto latíno que significa "como un junco"
Sinonimia
- Acanthospora juncea (Ruiz & Pav.) Spreng.
- Bonapartea juncea Ruiz & Pav.
- Misandra juncea (Ruiz & Pav.) F.Dietr.
- Platystachys juncea (Ruiz & Pav.) Beer
- Tillandsia juncifolia Regel
- Tillandsia quadrangularis M.Martens & Galeotti	[10][11]